# Sofia Bertizzolo
Sofia Bertizzolo (Bassano del Grappa, 21 augustus 1997) is een Italiaanse wielrenster, die vanaf 2022 rijdt voor de wielerploeg UAE Team ADQ. Hiervoor reed ze voor de Nederlandse ploeg CCC-Liv, het Deense Team Virtu en drie jaar voor de wielerploeg Astana.

## Carrière
Bij de junioren werd ze in 2014 Italiaans en Europees kampioene in het Zwitserse Nyon. Tijdens de wereldkampioenschappen wielrennen 2014 in het Spaanse Ponferrada won ze zilver; in de massasprint moest ze alleen de Deense Amalie Dideriksen voor laten. In 2015 won ze de Trofeo Da Moreno, de juniorenwedstrijd van de Italiaanse voorjaarsklassieker Trofeo Alfredo Binda. Op de baan werd ze in 2014 en 2015 Italiaans kampioene in de individuele achtervolging. In dat laatste jaar won ze goud op het EK in de ploegenachtervolging bij de junioren, samen met Elisa Balsamo, Rachele Barbieri en Marta Cavalli.
In 2018 won ze het jongerenklassement van de Giro Rosa, het bergklassement in zowel de GP Elsy Jacobs en Giro della Toscana en het eindklassement van de Giro delle Marche. Door haar vele ereplaatsen won ze met ruime voorsprong de jongerentrui van de Women's World Tour. Na drie jaar bij Astana, maakte ze in 2019 de overstap naar Team Virtu. Ze behaalde wederom enkele ereplaatsen waaronder de tweede plek in de openingsrit van de Baskische Emakumeen Bira (achter Jolien D'Hoore) en de vierde plek in de Ronde van Vlaanderen, die gewonnen werd door haar kopvrouw en landgenote Marta Bastianelli. In augustus tekende Bertizzolo een tweejarig contract bij het Spaanse Movistar Team. Vlak voor haar contract zou ingaan in 2020, ontdekte men dat een 'dubbel' profcontract volgens de Spaanse wet niet mogelijk was, omdat ze reeds deel uitmaakt van de Fiamme Oro van de Italiaanse Polizia di Stato. In december tekende ze alsnog voor een World-Tourploeg, namelijk het Nederlands-Poolse CCC-Liv.

### Onderscheidingen
In 2014 en 2015 ontving Bertizzolo de Oscar TuttoBici voor beste wielrenster bij de junioren.

## Palmares

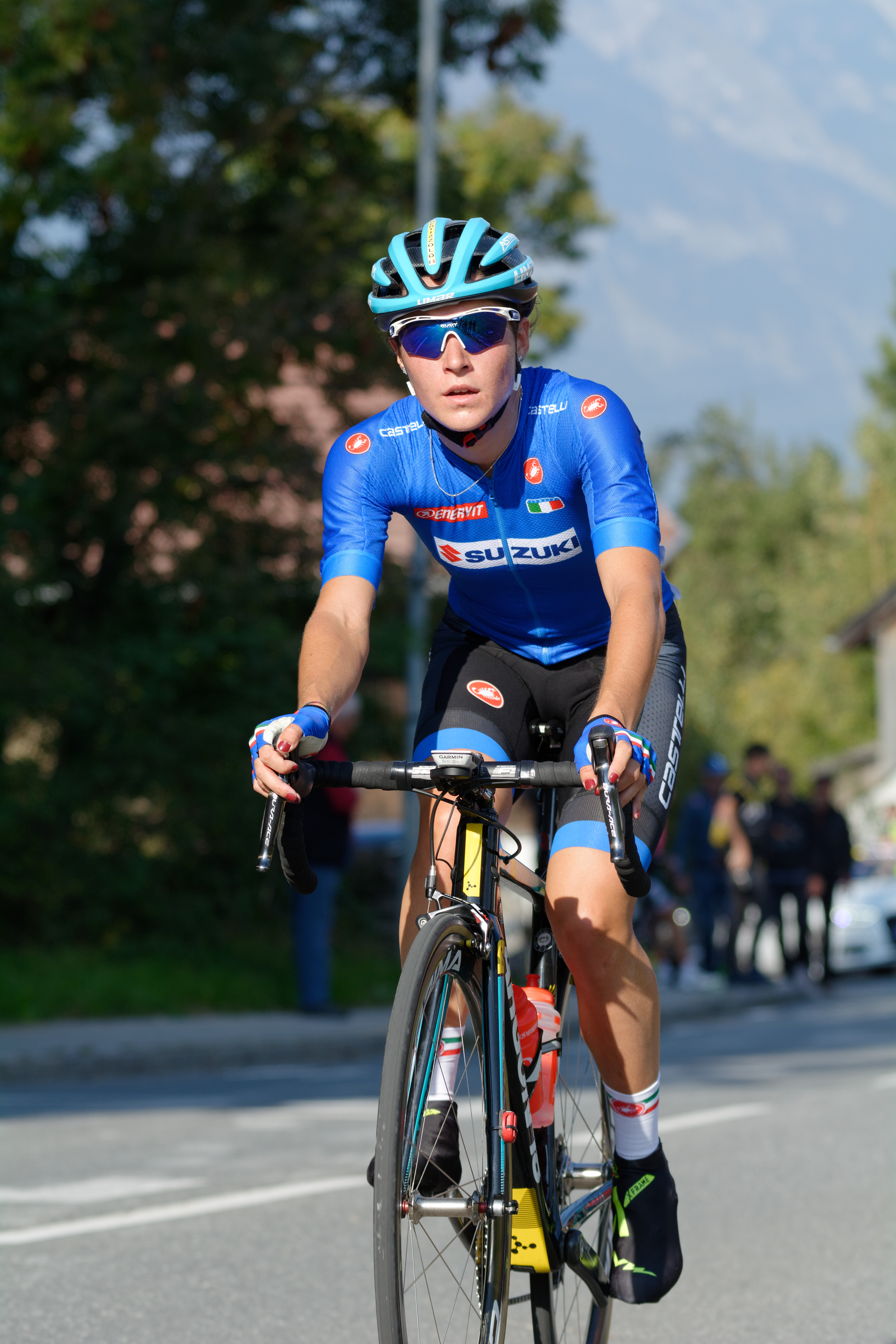
Tijdens het WK 2018 in Innsbruck.

### Op de weg
2014
 Europees kampioene op de weg (junior), Nyon
 Italiaans kampioene op de weg (junior)
 Wereldkampioenschap op de weg (junior), Ponferrada
 Italiaans kampioenschap tijdrijden (junior)
2015
Trofeo Da Moreno (junior)
 Italiaans kampioenschap op de weg (junior)
2016
Trofeo Oro in Euro
2018
 Jongerenklassement Women's World Tour
 Italiaans kampioenschap op de weg (elite)
 Jongerenklassement Giro Rosa
 Bergklassement GP Elsy Jacobs
 Bergklassement Giro della Toscana
 Eindklassemenet Giro delle Marche
2021
La Classique Morbihan
2022
Trofeo Oro in Euro
2023
1e etappe Ronde van Romandië
Puntenklassement Ronde van Romandië
2023
Puntenklassement Tour Down Under

### Uitslagen in voornaamste wedstrijden
| Jaar | Gent-Wevelgem | Ronde van Vlaanderen | Parijs-Roubaix | Amstel Gold Race | Luik-Bast.‑Luik | Waalse Pijl | Trofeo Alfredo Binda |  | WK op de weg |
| ---- | ------------- | -------------------- | -------------- | ---------------- | --------------- | ----------- | -------------------- |  | ------------ |
| 2016 |               | 98e                  |                |                  |                 |             |                      |  |              |
| 2017 |               | opgave               |                | opgave           | 41e             | 32e         | opgave               |  | 72e          |
| 2018 | 14e           | 25e                  |                | 13e              | 44e             | 8e          | 17e                  |  | 63e          |
| 2019 | 86e           | 4e                   |                | opgave           | 20e             | 53e         | 35e                  |  |              |
| 2020 |               | 64e                  |                |                  | opgave          | 84e         |                      |  |              |
| 2021 | opgave        | 45e                  |                |                  |                 |             | 8e                   |  |              |
| 2022 | 21e           | 16e                  |                | 10e              |                 |             | ↑                    |  |              |
| 2023 |               |                      |                | opgave           |                 |             |                      |  |              |
| 2024 | 78e           | opgave               |                | 26e              |                 | 81e         | 47e                  |  |              |
| 2025 | 45e           | 20e                  | buit.tijd      |                  |                 |             |                      |  |              |

### Op de baan
| Jaar   | IK            | EK                   | WK | Overige |
| ------ | ------------- | -------------------- | -- | ------- |
| Junior |               |                      |    |         |
| 2014   | Achtervolging |                      |    |         |
| 2015   | Achtervolging | Ploegenachtervolging |    |         |

## Ploegen
- 2016 —  Astana Women's Team
- 2017 —  Astana Women's Team
- 2018 —  Astana Women's Team
- 2019 —  Team Virtu
- 2020 —  CCC-Liv
- 2021 —  Liv Racing
- 2022 —  UAE Team ADQ
- 2023 —  UAE Team ADQ
- 2024 —  UAE Team ADQ
- 2025 —  UAE Team ADQ

Aalerud · Bastianelli · Bertizzolo · Guarischi · Koster · Kröger · Krogsgaard · Moberg · Neylan · Pawłowska · Penton · Schmidt · Siggaard
Bertizzolo · Demey · Van der Heijden · Jaskulska · Korevaar · Kuijpers · Lach · Markus · Moolman-Pasio · Nerlo · Paladin · Rooijakkers · Skalniak · Stultiens · Vos
Bertizzolo · Demey · Jackson · Jaskulska · Kopecky · Korevaar · Kuijpers · Paladin · Rooijakkers · Stultiens
al Sayegh · Bastianelli · Bertizzolo · Boogaard · Bujak · García · Ivanchenko · Magnaldi · Novolodskaja · Patuelli · Pintar · Tomasi · Trevisi · Wright · Zanetti
al Sayegh · Amialiusik · Baril · Bastianelli (tot 10/7) · Bertizzolo · Bujak · Consonni · Gasparrini · Harvey · Holden · Ivanchenko · Kumięga · Magnaldi · Persico · Tomasi · Trevisi
al Sayegh · Amialiusik · Bertizzolo · Bujak · Carbonari · Consonni · Gasparrini · Gillespie (vanaf 9/6) · Harvey · Holden · Ivanchenko · Kumięga · Magnaldi · Neumanová · Persico · Swinkels · Włodarczyk
al Sayegh · Amialiusik · Bäckstedt · Bertizzolo · Blasi (vanaf 14/5) · Chapman · Gasparrini · Gillespie · Holden · Ivanchenko · Longo Borghini · Magnaldi · Marturano · Neumanová · Persico · van Rooijen · Squiban · Swinkels · Włodarczyk